# 滨海比拉萨尔
滨海比拉萨尔（西班牙語：Vilasar de Mar）是西班牙加泰罗尼亚巴塞罗那省的一个市镇。总面积4平方公里，总人口20 030人（2013年），人口密度4995人/平方公里。